# Gheorghe Rákóczi I
Gheorghe Rákóczi I de Felsővadász (în maghiară I. Rákóczi György, în germană Georg I. Rákóczi, cunoscut și ca Gheorghe Rákóczi cel Bătrân (n. 8 iunie 1593, Szerencs, Borsod-Abaúj-Zemplén, Ungaria – d. 11 octombrie 1648, Alba Iulia, Principatul Transilvaniei) a fost principe al Transilvaniei între anii 1630-1648.
În timpul domniei sale, la fel ca în timpul domniei principilor Gabriel Bethlen sau Gheorghe Rákóczi al II-lea, Principatul Transilvaniei aflat sub suzeranitate otomană a cunoscut o epocă de înflorire economică, de afirmare politică și culturală, întărindu-se puterea centrală. A promovat o politica absolutistă care a fost dublată de tendința de răspândire a Calvinismului. Conform ideilor Calvinismului,  Rákóczi a sprijinit folosirea limbii materne în liturghie și în învățământ, nu numai în cazul comunității maghiare, dar și în cazul românilor și sașilor. La îndemnul lui și pe cheltuielile Principatului s-a tipărit în tipografia domnească de la Alba Iulia prima traducere completă a Noului Testament în limba română, Noul Testament de la Bălgrad, cunoscut și sub denumirea de Biblia Rakocziana. De numele lui se leagă înființarea în 1669 a sistemului educațional elementar în limba română, bazat pe școli primare („népiskola”), după ce soția lui, Zsuzsanna Lorántffy a înființat prima școală românească (de nivel mediu) la Făgăraș (în 1657).

## Biografie

### Viața lui până la tron

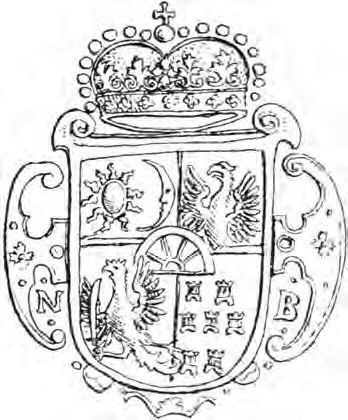
Blazonul lui Gheorghe Rákóczi I

A fost descendent al Familiei Rákóczi, tatăl lui fiind Sigismund Rákóczi, care a trăit între 1544 și 1608,mama lui (a doua soție a principelui Sigismund) a fost Anna Gerendi. 
Tatăl lui l-a trimis încă în copilărie (la 12 ani) la curtea domnească a principelui István Bocskai, la Kosice unde s-a împrietenit cu Gabriel Báthory și cu Gabriel Bethlen, care au copilărit și ei în curtea principelui (ulterior toți trei au devenit, pe rând, principi ai Transilvaniei). 
În 1615 a fost numit prim-span al Comitatului Borsod, apoi căpitanul cetății Ónod. La 18 aprilie 1616 s-a căsătorit cu Zsuzsanna Lorántffy primind ca zestre și Sárospatak,devenit prin el și urmașii săi un centru educațional și religios important al calvinismului maghiar.
În 1619 s-a alăturat, între primii, principelui Gabriel Bethlen în campania împotriva trupelor habsburgice, conduse de Ferdinand al II-lea și a participat și la asediul Vienei, care a eșuat din cauza învingerii lui de cazacii lui Gheorghe Homonnai Drugeth. Ca urmare, Gabriel Bethlen s-a întors în Transilvania și l-a retras rangul de căpitan, dar în același timp, ca răsplată, l-a primit în consiliul sfătuitor al principatului.
Ca cel mai fidel adept al principelui Bethlen, în 1625 Gheorghe Rákóczi a primit sarcina de onoare ca să-i ceară mâna Ecaterinei de Brandenburg în numele principelui și să o aducă în Transilvania.

### Principe al Transilvaniei
După moartea lui Bethlen, Transilvania a fost condusă inițial de jure de văduva lui, Ecaterina de Brandenburg (însă de facto de guvernatorul Ștefan Bethlen). La inițiativa guvernatorului, Dieta a demis-o forțat pe Ecaterina și l-a ales principe chiar pe Ștefan Bethlen, care i-a oferit deja tronul lui Gheorghe Rákóczi, dacă acesta avea să-l ajute în schimbarea carismatice principese, incompetentă, însă, în politică, solicitare trimisă și la Poarta Otomană. Întrucât Sultanul nu era interesat de persoana principelui și nedorind să decidă în locul Dietei, a trimis în Transilvania două diplome de numire, ambele legale și valabile, prin care i-a numit principe al Transilvaniei de fapt pe fiecare dintre cei doi canditați: Ștefan Bethlen și Gheorghe Rákóczi.

Profitând de situația neclară, Ecaterina de Brandenburg a avut posibilitatea să ia decizia privitoare la persoana succesorului său, deoarece i-a aparținut dreptul (ca principesă demisă) să citească în fața Dietei de la Sighișoara actul de numire al noului principe. Din răzbunare față de Ștefan Bethlen, care sprijinise demiterea ei, Ecaterina a ales să anunțe dintre cele două numiri, pe cea a lui Gheorghe Rákóczi. Cu acest gest oficial s-a încheiat disputa de succesiune și, în același timp, domnia scurtă al lui Ștefan Bethlen, de numai două luni.

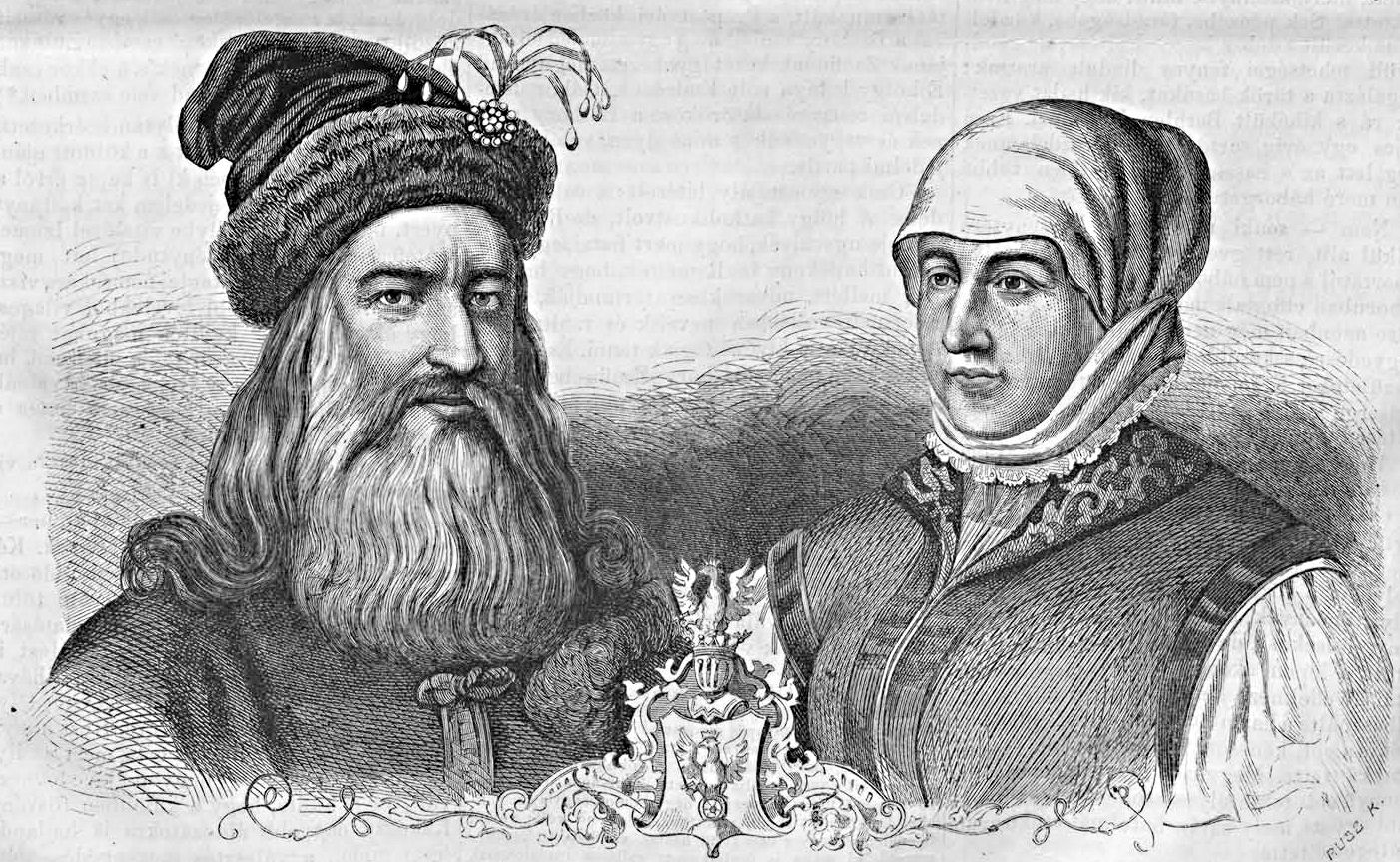
Gheorghe Rákóczi și Zsuzsanna Lorántffy

După numirea sa, în 1 decembrie 1630, Gheorghe Rákóczi a luat înapoi averile ajunse din proprietatea principatului în mâna magnaților, dar a și confiscat o serie de proprietăți nobiliare (mai ales ale celor pe care nu i-au fost fideli) cu care a îmbogățit atât principatul, cât și propria sa familie. Domnia lui autoritară și strictă s-a bazat pe avere și pe forța militară. În 1636 Ștefan Bethlen a încercat să-l înlocuiască, cu sprijinul Pașei de la Buda, care i-a promis și acordul Porții Otomane, față de care Principatul Transilvaniei era de jure vasal. În 1636 poziția lui Gheorghe Rákóczi era deja atât de stabilă, încât nu a acceptat tentativa celor doi de a-l înlocui și în Bătălia de la Salonta i-a învins pe turci.

În 1644 a participat la Războiul de Treizeci de Ani de partea Alianței Protestante. După o serie de succese militare a ales să se retragă în Transilvania la îndemnul sultanului, care nu a vrut ca un stat vasal al Porții Otomane să se amestece în luptele catolico-protestante. Ca urmare, Rákóczi a încheiat Pacea de la Linz cu Ferdinand al III-lea, conform căruia a primit ca răsplată comitatele Abaúj, Bereg, Borsod, Ung și Zemplén în feuda Principatului pe durata domniei sale. Profitând de consecințele păcii de la Linz, Gheorghe Rákóczi a extins libertatea religioasă și asupra acestor comitate, sprijinind îndeosebi cultele protestante, profitând, însă, și ortodocșii). Înainte de domnia lui temporară, pe aceste teritorii ale regatului ungar (dominat de regii catolici de Habsburg) a fost aplicat principiul „cuius regio eius religio”, prin care țăranii de pe domeniul unui nobil (iobagii și jelerii, dar uneori și țăranii liberi) erau obligați prin prin lege să preia confesiunea stăpânului.

Rákóczi a garantat prin lege dreptul țărănimii de a-și alege liber cultul, indiferent de religia stăpânului feudal. Această practică s-a inspirat din legislația transilvăneană, unde țăranii (inclusiv iobagii) beneficiau, deja de mult timp, de libertatea religioasă, astfel încât iobagii maghiari, secui, români sau sași nu erau forțați să treacă la catolicism, calvinism, lutheranism sau unitarianism, chiar dacă stăpânul domeniului aparținea unuia dintre aceste culte, având dreptul de a-și ridica biserică pe pământul stăpânului lor.

În urma deciziilor lui Rákóczi s-a întărit protestantismul în comitatele răsăritene ale Ungariei Regale, iar comunitățile românești și-au menținut apartenența la biserica ortodoxă, spre deosebire de teritoriile Ungariei Regale.
Tot în cadrul Păcii de la Linz, Rákóczi a obținut dreptul de a domni pe teritoriile comitatelor Sătmar și Sălaj, acest drept fiind moștenit și de urmașii săi pe tronul Transilvaniei. Ca urmare a condițiilor Păcii de la Linz s-a introdus în vocabularul administrației transilvănene termenul de Partium, pentru a denumi teritoriile din Regatul Ungariei, stăpânite de facto de principi transilvăneni.
Deși a păstrat libertatea religiei în teritoriile aflate sub domnia lui, Rákóczi a sprijinit cu toate puterea răspândirea ideilor calviniste, inclusiv prin tipărirea Catihismului calvinic în limba română (1542), fiind considerat un protestant calvin adversar al puritanismului, al unitarianismului și al sâmbătismului.
În timpul domniei lui Rákóczi s-au tipărit cele mai multe cărți în Principatul Transilvaniei.
A murit la 11 octombrie 1648, fiind înmormântat în Catedrala din Alba Iulia.

## Biblia Rakocziana și școlile românești

### Traducerea în limba română a Noului Testament
Gheorghe Rákóczi a sprijinit desfășurarea educației și vieții liturgice a românilor și sașilor în limba lor maternă, idee care își are rădăcinile în tradiția protestantă de a predica pentru fiecare popor în propria limbă. 

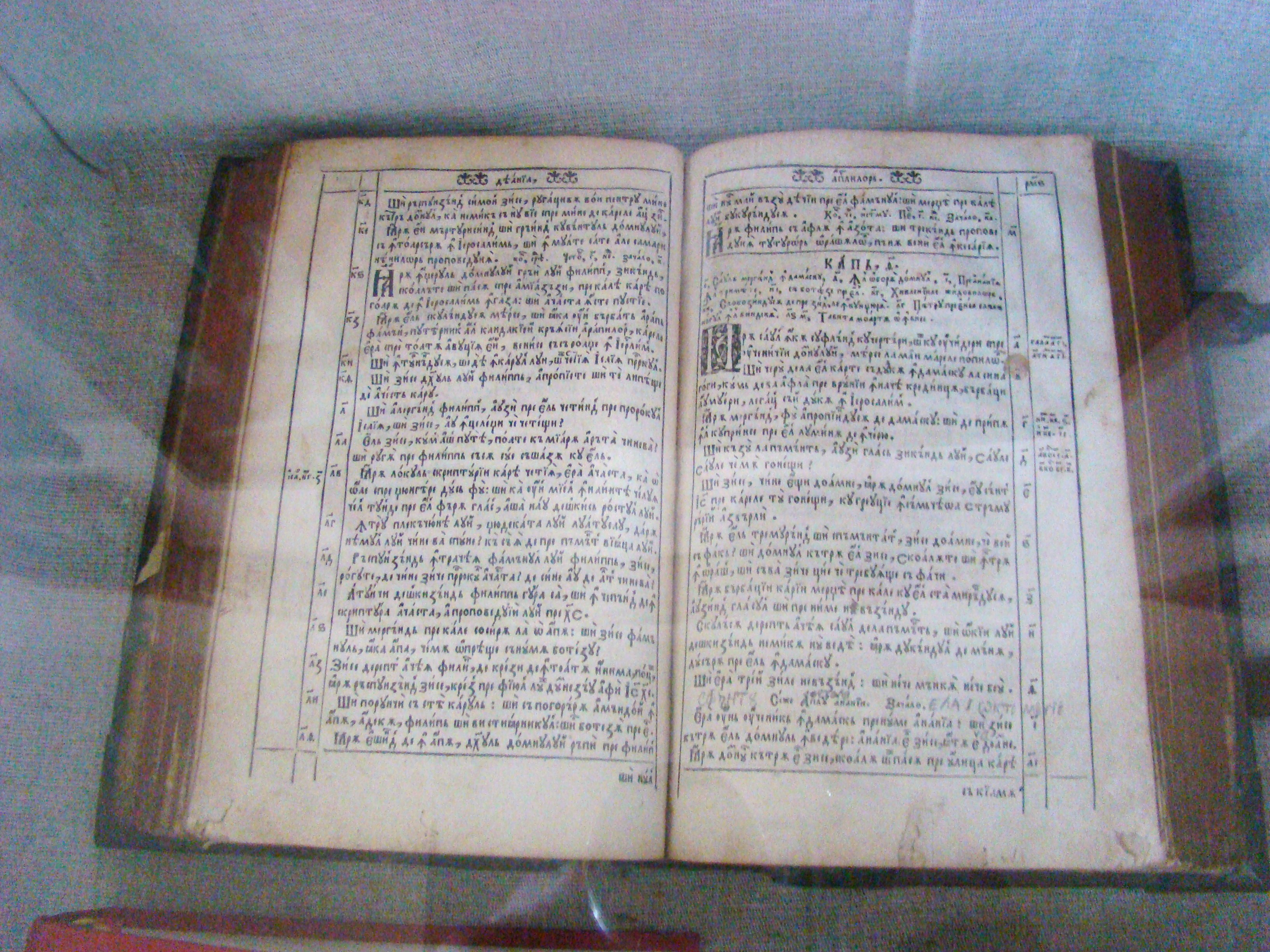
„Biblia Rakocziana”, prima traducere a Noului Testament în limba română

Această idee provine atât din motive practice (dorința de a converti toate popoarele la protestantism), cât și din principii teologice: fiecare credincios trebuie să aibă a relație proprie cu Dumnezeu, nu prin intermediari (clerici, sfinți, etc.), ci în mod direct, prin înțelegerea profundă a mesajului și poruncilor Evangheliei, prin rugăciune și pocăință. Pentru a înțelege și a pătrunde învățăturile Evangheliei, fiecare creștin trebuie să aibă posibilitatea de a citi, de a auzi în limba maternă Cuvântul lui Dumnezeu, pentru a fi capabil să-l înțeleagă. De aici provine una dintre cele cele cinci sola, și anume „Sola Scriptura”, adică Numai prin Scriptură, ceea ce înseamnă că Biblia e singurul Cuvânt inspirat și autoritar al lui Dumnezeu, fiind accesibilă tuturor, cu alte cuvinte, e limpede și se interpretează singură (doctrină ce se opune direct învățăturii Bisericii Romano-Catolice potrivit căreia Biblia poate fi interpretată corect numai de Sfânta Tradiție Apostolică, de Magisterium, adică papa, episcopii și de conciliile ecumenice).
În baza acestor idei profund umaniste, tipic protestante, unii principi ai Transilvaniei au abordat și anterior problematica liturghiei în Biserica Ortodoxă a românilor transilvăneni, Ioan Sigismund Zápolya fiind primul care i-a poruncit clerului ortodox ca în privința limbii liturgice să treacă de la limba slavonă veche la vlahă (română), însă fără să facă ulterior vreun demers în acest sens. 
Gheorghe Rákóczi a acționat mult mai ferm în acest sens: a poruncit traducerea Noului Testament plătită din banii principatului. Traducerea a fost făcută probabil de clerici români din Moldova sub îndrumarea lui Simion Ștefan, mitropolit al Ardealului și adept fidel al principelui Rákóczi. Noul Testament de la Bălgrad, numit și Biblia Rákócziana s-a tipărit în 1648 la Alba Iulia, fiind prima traducere completă a Noului Testament în limba română. Din stilul, vocabularul și terminologia textului traducerii reiese - conform cercetărilor științifice - că la realizarea ei traducătorii s-au inspirat și din alte traduceri (cea mai importantă dintre aceste surse fiind traducerea lui Theodorus Beza), prezentând o puternică influență calvinistă.

### Rolul său la dezvoltarea învățământului în limba română
Principele Gheorghe Rákóczi și principesa Zsuzsanna au sprijinit dezvoltarea sistemului educațional în Transilvania și înființarea sistemului de învățământ și în limba română, fiind puternic influențați de curentele vest-europene umanismului și ale protestantismului.

Zsuzsanna Lorántffy, stăpână a Cetății Făgărașului, a înființat prima școală (medie) românească din Țara Făgărașului (la Făgăraș în 1657, care a funcționat sub patronajul principesei.
 
În 1669, urmând îndemnul principelui Rákóczi, își deschid porțile o serie de școli elementare românești pe întregul teritoriu al principatului.